# Тетраселенид триэрбия
Тетраселенид триэрбия — бинарное неорганическое соединение 
эрбия и селена
с формулой Er3Se4,
кристаллы.

## Получение
- Сплавление стехиометрических количеств чистых веществ:

{\displaystyle {\mathsf {3Er+4Se\ {\xrightarrow {1490^{o}C}}\ Er_{3}Se_{4}}}}

## Физические свойства
Тетраселенид триэрбия образует кристаллы 
ромбической сингонии, пространственная группа F ddd, параметры ячейки a = 1,138 нм, b = 0,809 нм, c = 2,42 нм, Z = 16,
структура типа трисульфида дискандия Sc2S3
.
Соединение конгруэнтно плавится при температуре 1490°C  (1440°C ).
Соединения Er3Se4 и Er2Se3 образуют непрерывный ряд твёрдых растворов.
Твердые растворы Er3Se4 — Er2Se3 являются широкозонными полупроводниками .